# (9162) Kwiila
(9162) Kwiila es un asteroide que forma parte de los asteroides Apolo, descubierto el 29 de julio de 1987 por Jean Mueller desde el Observatorio del Monte Palomar, Estados Unidos.

## Designación y nombre
Designado provisionalmente como 1987 OA. Fue nombrado Kwiila en homenaje a la deidad Kwiila, uno de los personajes de la creación en la mitología del pueblo angelino Luiseño. Kwiila significa "roble negro", en lenguaje Luiseño.

## Características orbitales
Kwiila está situado a una distancia media del Sol de 1,496 ua, pudiendo alejarse hasta 2,387 ua y acercarse hasta 0,6053 ua. Su excentricidad es 0,595 y la inclinación orbital 9,014 grados. Emplea 668,506 días en completar una órbita alrededor del Sol.
Los próximos acercamientos a la órbita terrestre se producirán el 10 de marzo de 2028, el 27 de noviembre de 2029 y el 4 de agosto de 2031.

## Características físicas
La magnitud absoluta de Kwiila es 17,9. Tiene 1 km de diámetro y su albedo se estima en 0,088.